# Robert Leavitt
Robert Grandison Leavitt (* 20. September 1883 in Dorchester (Massachusetts); † 22. Februar 1954 in South Hanover, Massachusetts) war ein US-amerikanischer Leichtathlet. Bei einer Körpergröße von 1,80 m hatte er ein Wettkampfgewicht von 73 kg.
Während seiner Collegezeit am Williams College lief Robert Leavitt 1905 15,8 Sekunden über 120 Yards Hürden. Bei den Olympischen Zwischenspielen 1906 gewann Leavitt den 110-Meter-Hürdenlauf in 16,2 Sekunden. Er kam zeitgleich mit dem Briten Alfred Healey ins Ziel, wurde aber von den Zielrichtern nach längerer Diskussion mit einem Fuß vorn gesehen.
Nachdem er sein Studium abgebrochen hatte, arbeitete Leavitt viele Jahre bei der Brighton Cooperative Bank in Massachusetts.